# Петухов, Иван Сергеевич
Иван Сергеевич Петухов (3 марта 1922, Колечье, Смоленская губерния — 1993, Хабаровск) — дальневосточный художник, один из создателей региональной художественной школы живописи в Хабаровске, мастер портрета и тематической картины.

## Биография
Родился 3 марта 1922 года в деревне Колечье (ныне — в Ершичском районе Смоленской области). В 1939 году поступил на живописно-педагогическое отделение Благовещенского педагогического техникума. С третьего курса, в 1941-м году, был призван в армию.
В 1946 году демобилизовался из Советской армии и поступил на работу в мастерские Художественного фонда Хабаровска.
В 1949 году поступил на живописный факультет Института живописи, скульптуры и архитектуры им. И. Е. Репина АХ СССР (ИнЖСА). В 1950 году поступил на работу в мастерские Художественного фонда г. Хабаровска.
С 1956 года постоянный участник всесоюзных, республиканских, зональных, краевых выставок.
Участник войны, ряд реалистических картин «Пограничники», «Часовые родины», «Минута молчания».
В период с 1963 по 1969-е годы созданы произведения о севере Хабаровского края.

### Выставки
- 1995 — первая персональная ретроспективная выставка Ивана Петухова (Картинная галерея им. А. М. Федотова г. Хабаровск) экспонировала 139 произведений автора.
- 2018 — «Сила таланта. Живопись Ивана и Сергея Петуховых» (Дальневосточный художественный музей г. Хабаровск)

### Наиболее известные произведения художника
- «Эвенкийские дети»
- «Первое сентября»
- «Последний залп»
- «Герой Социалистического труда бригадир рыболовецкой бригады Одзяло»
- «Праздник оленеводов»
- «Весна овощеводов»
- «Портрет оленевода»
- «Хлеборобы Субботины»

### Собрания и коллекции
Произведения художника находятся в собраниях музеев и галерей Болгарии, США, Японии, Южной Кореи, Гонконга, Дальневосточного художественного музея г. Хабаровск, Военно-исторического музея Восточного (Дальневосточного) военного округа, галереи им. А. М. Федотова Хабаровского отделения Союза художников России г. Хабаровск, Музея изобразительных искусств г. Комсомольск на Амуре, Сахалинского областного художественного музея г. Южно-Сахалинск, а также музеях Читы, Биробиджана и частных коллекциях коллекционеров.